# Mowgli
Pour les autres significations, voir Mowgli (homonymie).
 (mai 2018).
Si vous disposez d'ouvrages ou d'articles de référence ou si vous connaissez des sites web de qualité traitant du thème abordé ici, merci de compléter l'article en donnant les références utiles à sa vérifiabilité et en les liant à la section « Notes et références ».
Mowgli est un personnage de fiction créé par Rudyard Kipling en 1893 dans une nouvelle faisant partie de Many Inventions (Mowgli's brothers), puis utilisé comme protagoniste dans le recueil de nouvelles Le Livre de la jungle en 1894.

## Dans l'œuvre de Kipling
Kipling publie en 1893 une nouvelle, Le mariage de Mowgli (en anglais : In the Rukh), qui met en scène un adolescent élevé par les loups, au moment où il tourne le dos à sa vie sauvage pour épouser une jeune fille et entrer dans l'administration des forêts de l'Empire des Indes. En 1894 et 1895, l'auteur développe l'enfance et l'apprentissage de Mowgli dans plusieurs récits du Livre de la jungle dont le dernier, La Course du printemps (The Spring Running), laisse prévoir son départ vers les filles des humains.
Dans Le Livre de la jungle, Mowgli est un enfant indien, qui a été élevé par des loups après avoir été perdu par ses parents, lors d'une attaque de tigre dans la jungle. Mowgli reçoit son éducation de Baloo, un vieil ours qui enseigne habituellement la loi de la meute aux louveteaux. Mowgli, élevé par le Clan des Loups, est revendiqué comme sa proie par le tigre Shere Khan : Bagheera sauve Mowgli en l’échangeant contre un taureau.  
D'autres nouvelles du Livre de la jungle montrent Mowgli rejoignant les humains et retrouvant ses parents, vengeant, avec l'aide de Hathi, ses parents chassés de leur village et, dans Le second livre de la jungle, aidant le clan des loups à combattre une meute de chiens sauvages (chiens rouges du Dekkan).

## Dans les œuvres Disney
Mowgli apparait dans le long métrage d'animation des studios Disney Le Livre de la jungle en 1967, puis dans sa suite, Le Livre de la jungle 2 en 2003, ainsi que dans le film en prises de vues réelles Le Livre de la jungle en 2016.
Mowgli est un petit garçon qui a été abandonné au cœur de la jungle indienne et recueilli par des loups. Il fait rapidement la connaissance et se lie d'amitié avec Baloo, un ours lippu qui veut lui apprendre comment profiter de la vie, et Bagheera, une panthère noire qui estime qu'il est préférable de le ramener vers ses racines à savoir : les humains.
Physiquement, Mowgli a les cheveux noir très foncés qui lui arrivent aux épaules, des yeux noirs, la peau sombre, et porte dans de nombreuses adaptations un pagne très souvent rouge.

### Interprètes (voix)
- États-Unis : Bruce Reitherman (Le Livre de la jungle) ; Haley Joel Osment (Le Livre de la jungle 2)
- France : Pascal Bressy (Le Livre de la jungle) ; Antoine Dubois (Le Livre de la jungle 2)
- Québec : Xavier Dolan-Tadros (Le Livre de la jungle 2)

### Chanson interprétées par Mowgli
- Le Livre de la jungle : Il en faut peu pour être heureux (The Bare Necessities) - avec Baloo
- Le Livre de la jungle 2 : Au rythme de la jungle ou Les Rythmes de la jungle au Québec (Jungle Rythm) - avec Shanti et les enfants du village